# Упадышев, Михаил Тарьевич
Михаи́л Та́рьевич Упа́дышев (род. 28 августа 1966, Галич) — российский учёный в области вирусологии и биотехнологий растений. Доктор сельскохозяйственных наук (2011), член-корреспондент РАН (2016), профессор РАН (2016). Заведующий отделом биотехнологии и защиты растений ФГБНУ «Всероссийский селекционно-технологический институт садоводства и питомниководства», главный научный сотрудник ФГБНУ ФНЦ Садоводства (2015-2023 гг.), профессор ФГБОУ ВО РГАУ-МСХА имени К.А. Тимирязева (с 2023 г. по настоящее время), член диссертационных советов на базе ФГБОУ ВО РГАУ — МСХА им. К. А. Тимирязева и ФГБНУ ФНЦ Садоводства, председатель редакционно-издательского совета ВСТИСП(2019-2020 гг.), заместитель председателя учёного совета ВСТИСП (2019-2020 гг.), член редколлегий журналов "Siberian Journal of Life Sciences and Agriculture", "Фитосанитария. Карантин растений", "Научные труды Северо-Кавказского Федерального научного центра садоводства, виноградарства, виноделия", "Плодоводство и виноградарство Юга России", "Вестник защиты растений", «Защита и карантин растений», сборника научных работ «Плодоводство и ягодоводство России», эксперт технического комитета Министерства сельского хозяйства, эксперт РАН, эксперт РНФ, эксперт Федерального реестра экспертов.

## Биография
В 1987 году с отличием окончил агрономический факультет Вологодского молочного института (с 1995 года Вологодская государственная молочнохозяйственная академия имени Н. В. Верещагина) по специальности агрономия. В 1988 году поступил в очную аспирантуру Научно-исследовательского зонального института садоводства нечернозёмной полосы (НИЗИСНП; 8 декабря 1992 года переименован во Всероссийский селекционно-технологический институт садоводства и питомниководства, ВСТИСП). После окончания аспирантуры в 1992 году защитил диссертацию на соискание учёной степени кандидата сельскохозяйственных наук в области биотехнологии и в том же году начал работать в ВСТИСП младшим научным сотрудником (1994 — научный сотрудник, 1997 — старший научный сотрудник, 2004 — ведущий научный сотрудник, 2015 — главный научный сотрудник). В 2004/05 году — заведующий лабораторией вирусологии отдела размножения, в 2005-2015 годах — заведующий отделом защиты растений от вредителей и болезней, в 2015-2018 годах — зав. отделом биотехнологии и защиты растений, в 2019-2021 годах — зав. лабораторией вирусологии и лабораторией репродуктивной биотехнологии, в 2022-2023 годах — главный научный сотрудник ФГБНУ ФНЦ Садоводства, с 2023 года — профессор ФГБОУ ВО РГАУ-МСХА им. К.А. Тимирязева . В 2011 году защитил диссертацию доктора сельскохозяйственных наук на тему «Вирусные болезни и современные методы оздоровления плодовых и ягодных культур». В январе 2016 года присвоено почётное звание профессора РАН. 28-29 октября 2016 года избран членом-корреспондентом РАН по отделению сельскохозяйственных наук (секция растениеводства, защиты и биотехнологии растений).

## Научная деятельность
Автор более 380 научных трудов, в том числе 8 книг и монографий, 7 методических указаний, 27 патентов на изобретения РФ. Подготовил 5 кандидатов наук.
Научные исследования посвящены проблемам разработки технологий оздоровления плодовых культур от вирусов с использованием новейших достижений в области биотехнологии и вирусологии.
Основные научные результаты
- впервые предложена научно обоснованная концепция оздоровления плодовых и ягодных культур от вирусов и разработана современная технология оздоровления садовых культур от основных вредоносных вирусов;
- установлены закономерности распространения вирусов в насаждениях садовых культур и усовершенствованы современные методы диагностики вирусов (иммуноферментный анализ, полимеразная цепная реакция (ПЦР) и ПЦР в реальном времени);
- разработаны эффективные составы питательных сред для культивирования микрорастений и приёмы ускоренного размножения оздоровленного посадочного материала на основе концепции чередования питательных сред, использования экологически безопасных препаратов и модификации химических и физических факторов[4].

Применение предложенной учёным концепции оздоровления плодовых и ягодных культур от вирусов (2011) позволило повысить достоверность диагностики и выявляемость вирусов до 90-100 %, увеличить выход здорового материала в 1,7-2,1 раза на ягодных культурах и в 3,5-10,5 раза на плодовых культурах, снизить себестоимость базисных растений в 1,2-1,8 раза. Это связано как с увеличением выхода здоровых растений, так и с повышением коэффициента размножения.
Посадочным материалом плодовых и ягодных культур, полученным учёным, заложены маточные насаждения в 18 хозяйствах 15 областей. В период с 1992 по 2010 получено более 80 тысяч здоровых растений плодовых и ягодных культур.
Учёный занимался изучением распространенности вирусов на крыжовнике и смородине чёрной (Московская области), зараженности вирусами сортов малины в Центральном регионе России (Московская, Брянская, Рязанская области), распространенности, вредоносности и особенностей диагностики латентных вирусов на груше, вируса шарки сливы на косточковых культурах, серомониторинга и диагностики вирусов актинидии и лимонника, проводил специальные агромероприятия по улучшению состояния Смоковницы Закхея, а также поиск её достойной молодой преемницы посредством молекулярного анализа.
В монографии "Роль фенольных соединений в процессах жизнедеятельности садовых растений" обобщены и систематизированы научные данные о распространенности фенольных соединений в садовых растениях, их функциях и особенностях практического применения в садоводстве. Показана широкая распространенность большинства фенольных соединений в садовых растениях, рассмотрена их роль в процессах жизнедеятельности растений, приведен экспериментальный материал о возможности регулирования с помощью фенольных соединений отдельных этапов онтогенеза. Представлены данные о влиянии обработок экзогенными фенольными соединениями на способность садовых растений к размножению в условиях in vitro и in vivo, формированию защитных реакций, вегетативную и генеративную продуктивность в саду. Показана важная роль фенольных соединений при хранении и переработке плодовой и ягодной продукции, установлена необходимость осуществления контроля за содержанием биологически активных фенольных соединений в плодах и ягодах.
Результаты исследований были использованы при разработке национальных стандартов, в которых учёный принимал участие, ГОСТ Р 53135-2008 «Посадочный материал плодовых, ягодных, субтропических, орехоплодных, цитрусовых культур и чая. Технические условия» и ГОСТ Р 54051-2010 «Плодовые и ягодные культуры. Стерильные культуры и адаптированные микрорастения. Технические условия».

## Награды
- Грамота РАСХН за добросовестный и многолетний труд (2013).
- Диплом РАСХН за лучшую разработку года (2013).
- Медаль к 55-летию Всероссийского общества изобретателей и рационализаторов (2014).
- Знак Императорского православного палестинского общества за работу по восстановлению и идентификации родственных связей Смоковницы Закхея (2015).
- Диплом профессора РАН (2016).
- Грамота ФАНО за безупречный труд и высокие достижения в профессиональной деятельности (2016).
- 3 медали ВДНХ.

### Монографии
- Упадышев М.Т. [и др.] Система производства, хранения и доведения до потребителя плодов в Нечернозёмной зоне России. — Москва: ВСТИСП, 2006. — 195 с.

- Упадышев М.Т. [и др.](под общей ред. И.Ф. Хицкова и И.М. Куликова). Система ведения садоводства в сельскохозяйственных предприятиях. — Воронеж: Центр духовного возрождения Чернозёмного края, 2007. — 296 с.

- Упадышев М. Т. Роль фенольных соединений в процессах жизнедеятельности садовых растений. — Москва: Изд. Дом МСП, 2008. — 320 с. — ISBN 978-5-902178-41-5.

- Упадышев М.Т. [и др.] Хемотерапия вирусов плодовых и ягодных культур in vitro. — Москва: Росинформагротех, 2009. — С. 72.
- Сорокопудов В. Н., Куклина А. Г. ,  Упадышев М. Т.  Сорта съедобной жимолости: биология и основы культивирования. – Москва : Всероссийский селекционно-технологический институт садоводства  и питомниководства, 2018. – 160 с. – ISBN 978-5-00140-012-7. – EDN UZBBYS.
- Куликов И. М. , Трунов Ю. В. , Соловьев А. В., Борисова А.А., Тумаева Т.А., Упадышев М.Т. [и др.] Основы инновационного развития питомниководства России. – Москва : Всероссийский селекционно-технологический институт садоводства и питомниководства, 2018. – 188 с. – ISBN 978-5-00140-013-4. – EDN PDHTNR.
- Упадышев М. Т. [и др.] Современные методы оздоровления плодовых и ягодных культур от вредоносных вирусов. – Москва : Всероссийский селекционно-технологический институт садоводства  и питомниководства, 2019. – 168 с. – ISBN 978-5-00140-426-2. – EDN PSLDCG.
- Макаров С.С.,  Упадышев ,  Хамитов Р. С. [и др.]. Перспективы промышленного выращивания и биотехнологические методы размножения лесных ягодных растений.  – Москва : ООО «Издательско-книготорговый центр «Колос-с», 2023. – 152 с. – ISBN 978-5-00129-342-2. – EDN VGKYGZ.

### Стратегии
- Куликов И. М., Упадышев М.Т. [и др.] Стратегия развития садоводства и питомниководства Российской Федерации на период до 2020 года. — Москва: ВСТИСП, 2012. — 88 с.